# Pemmation parva
Pemmation parva är en insektsart som först beskrevs av Evans 1947.  Pemmation parva ingår i släktet Pemmation och familjen Myerslopiidae. Inga underarter finns listade i Catalogue of Life.